# Švýcarsko na Letních olympijských hrách 1980
Švýcarsko se účastnilo Letní olympiády 1980 v Moskvě. Zastupovalo ho 73 sportovců (67 mužů a 6 žen) v 10 sportech.

## Medailisté
| Medaile | Jméno              | Sport      | Soutěž                     |
| ------- | ------------------ | ---------- | -------------------------- |
| Zlato   | Jürg Röthlisberger | Judo       | Muži do 86 kg              |
| Zlato   | Robert Dill-Bundi  | Cyklistika | Muži 4 000 m stíhací závod |